# جرذ الأرز الأمازوني
جرذ الأرز الأمازوني (الاسم العلمي: Oryzomys yunganus) (بالإنجليزية: Amazonian Oryzomys)‏ هو نوع من الحيوانات يتبع جنس جرذ الأرز من الفصيلة القدادية.